# Perfect Body
Perfect Body (bra Corpo Perfeito) é um filme estadunidense de 1997, um drama dirigido por Douglas Barr para a NBC e protagonizado pela atriz Amy Jo Johnson no papel da ginasta Andie Bradley.
Corpo Perfeito trata de temas importantes como bulimia e anorexia nervosa, mostrando a vida de uma ginasta que faz de tudo para perder peso e sofre com transtornos alimentares. O filme é baseado em experiências reais de uma ex-ginasta.

## Enredo
Andie Bradley (Amy Jo Johnson) é um ginasta com grandes sonhos para as Olimpíadas. Quando lhe ofereceram a oportunidade de trabalhar com um dos treinadores líderes nos Estados Unidos, ela aceita sem hesitar, mesmo tendo que se mudar de Portland para Seattle, Washington, deixando sua escola, amigos e seu namorado.
Quando Andie chega à academia, ela é analisada pelo treinador junto com as demais garotas. Na frente de todas, o treinador diz a Andie que ela precisa perder mais quilos para obter melhores resultados. A partir daí, Andie sente a pressão de ter que perder peso.
Primeiro, ela começa a fazer apenas uma dieta, mas pouco tempo depois ela começa a sofrer de anorexia nervosa. Quando ela conhece uma ginasta da mesma equipe, Leslie, ela percebe que há maneiras de contornar isso. "Você pode comer o que quiser, e não ganhar um quilo", esse era o conselho de Leslie. Após as refeições Leslie se trancava no banheiro para forçar vomitos. Andie tentava continuar com sua dieta, mas a vontade de perder peso foi ficando cada vez maior e logo veio a bulimia.
Aos poucos, a mãe de Andie começa a perceber mudanças em seu peso, enquanto seu namorado e sua melhor amiga também observavam mudanças em sua atitude. Andie começa a ficar mais agressiva com todos, inclusive com sua melhor amiga, dizendo que ela estava vendo as alterações e não podia parar seu comportamento.
Após desmaiar duas vezes durante as competições de ginástica, ferindo-se pela segunda vez, os pais de Andie percebem que a situação está indo longe demais e decidem voltar a sua antiga cidade. Andie foge para o ginásio, onde ela vê uma garota nova que está entrando para a equipe da mesma maneira que ela. Ele vê o treinador pesando as garotas e percebe que esse não é o melhor caminho a se seguir. Andie decide que ela não está pronta para voltar ao treinamento.
Depois de se mudar de volta para Portland, Andie se junta um grupo de apoio onde ela é encorajada a comer como parte de sua terapia. Seu namorado fica ao seu lado ajudando na terapia. No final do filme, Andie é vista entrando no ginásio da escola e subindo na trave de treinamento.